# Sușciîn, Terebovlea
Sușciîn (în ucraineană Сущин) este localitatea de reședință a comunei Sușciîn din raionul Terebovlea, regiunea Ternopil, Ucraina.

## Demografie
Componența lingvistică a localității Sușciîn
     Ucraineană (99,42%)
     Alte limbi (0,58%)
Conform recensământului din 2001, majoritatea populației localității Sușciîn era vorbitoare de ucraineană (99,42%), existând în minoritate și vorbitori de alte limbi.